# Хакпараст, Насрат
Насрат Хакпараст (нем. Nasrat Haqparast; род. 22 августа 1995, Гамбург) — немецкий боец ММА с афганскими корнями, представитель лёгкой весовой категории. Выступает на профессиональном уровне начиная с 2012 года, известен по участию в турнирах бойцовской организаций UFC.

## Биография
Насрат Хакпараст родился 22 августа 1995 года в Гамбурге, Германия. Имеет афганские корни, его родители — беженцы из Кандагара, Афганистан.
Заниматься единоборствами начал в возрасте 14 лет, был отдан родителями в секцию кикбоксинга для борьбы с лишним весом. Позже перешёл в ММА, проходил подготовку под руководством тренера Фираса Захаби.
Одновременно со спортивной карьерой учился на инженера-механика в Гамбургской высшей школе прикладных наук.

### Начало профессиональной карьеры
Дебютировал в смешанных единоборствах на профессиональном уровне в декабре 2012 года, свой первый бой проиграл досрочно малоизвестному бойцу Адриану Руфу — вынужден был сдаться в первом же раунде, попавшись в «треугольник». Тем не менее, в дальнейшем долгое время шёл без поражений, выступая в небольших немецких промоушенах.

### Ultimate Fighting Championship
Имея в послужном списке восемь побед и только одно поражение, Хакпараст привлёк к себе внимание крупнейшей бойцовской организации мира Ultimate Fighting Championship и в 2017 году подписал с ней долгосрочный контракт. Дебютировал в октагоне UFC в октябре того же года, заменив травмировавшегося Теэму Паккалена в бою с Марцином Хельдом — противостояние между ними продлилось все отведённые три раунда, в результате которого Хельд одержал победу единогласным решением судей.
Следующим соперником Хакпараста должен был стать Алекс Рейес в марте 2018 года, однако тот получил травму и был заменён Надом Наримани. Этому бою так же было не суждено состояться, поскольку Хакпараст заразился глазной инфекцией и не смог пройти медкомиссию. Таким образом, следующий раз он вышел в клетку уже в июле, выиграв единогласным решением судей у Марка Диакези.
В октябре 2018 года по очкам победил Тибо Гути, заработав бонус за лучший бой вечера.
На март 2019 года планировался бой против Джона Макдесси, но незадолго до начала турнира Хакпараст отказался от поединка, сославшись на травму. В итоге он выступил в августе — отправил в нокаут Жуакина Силву, получив награду за лучшее выступление вечера.
В январе 2020 года техническим нокаутом в первом раунде потерпел поражение от Дрю Добера.

## Статистика в профессиональном ММА
| Боёв 23  | Побед 18 | Поражений 5 |
| -------- | -------- | ----------- |
| Нокаутом | 10       | 1           |
| Сдачей   | 0        | 1           |
| Решением | 8        | 3           |

| Результат | Рекорд | Соперник         | Способ               | Турнир                                | Дата             | Раунд | Время | Место                  | Примечание                |
| --------- | ------ | ---------------- | -------------------- | ------------------------------------- | ---------------- | ----- | ----- | ---------------------- | ------------------------- |
| Победа    | 18-5   | Эстебан Рибович  | Раздельное решение   | UFC Fight Night: Капе vs. Алмабаев    | 1 марта 2025     | 3     | 5:00  | Лас-Вегас, Невада, США | «Лучший бой вечера» (2)   |
| Победа    | 17-5   | Джаред Гордон    | Раздельное решение   | UFC on ABC: Уиттакер vs. Алискеров    | 22 июня 2024     | 3     | 5:00  | Эр-Рияд, Абу-Даби      |                           |
| Победа    | 16-5   | Джейми Малларки  | TKO (удары)          | UFC Fight Night: Сун vs. Гутьеррес    | 9 декабря 2023   | 1     | 1:44  | Лас-Вегас, Невада, США | «Выступление вечера» (2)  |
| Победа    | 15–5   | Лэндон Киньонес  | Единогласное решение | UFC 293                               | 10 сентября 2023 | 3     | 5:00  | Сидней, Австралия      |                           |
| Победа    | 14–5   | Джош Макдесси    | Единогласное решение | UFC Fight Night: Ган vs. Туиваса      | 3 сентября 2022  | 3     | 5:00  | Париж, Франция         |                           |
| Поражение | 13-5   | Бобби Грин       | Единогласное решение | UFC 271                               | 12 февраля 2022  | 3     | 5:00  | Хьюстон, Техас, США    |                           |
| Поражение | 13-4   | Дэн Хукер        | Единогласное решение | UFC 266                               | 25 сентября 2021 | 3     | 5:00  | Лас-Вегас, Невада, США |                           |
| Победа    | 13–3   | Рафа Гарсия      | Единогласное решение | UFC Fight Night: Edwards vs. Muhammad | 13 марта 2021    | 3     | 5:00  | Лас-Вегас, США         |                           |
| Победа    | 12-3   | Александр Муньос | Единогласное решение | UFC Fight Night: Lewis vs. Oleinik    | 8 августа 2020   | 3     | 5:00  | Лас-Вегас, США         |                           |
| Поражение | 11-3   | Дрю Добер        | TKO (удары руками)   | UFC 246                               | 18 января 2020   | 1     | 1:10  | Лас-Вегас, США         |                           |
| Победа    | 11-2   | Жуакин Силва     | KO (удары руками)    | UFC on ESPN: Covington vs. Lawler     | 3 августа 2019   | 2     | 0:36  | Ньюарк, США            | «Выступление вечера» (1)  |
| Победа    | 10-2   | Тибо Гути        | Единогласное решение | UFC Fight Night: Volkan vs. Smith     | 27 октября 2018  | 3     | 5:00  | Монктон, Канада        | «Лучший бой вечера» (1)   |
| Победа    | 9-2    | Марк Диакези     | Единогласное решение | UFC Fight Night: Shogun vs. Smith     | 22 июля 2018     | 3     | 5:00  | Гамбург, Германия      |                           |
| Поражение | 8-2    | Марцин Хельд     | Единогласное решение | UFC Fight Night: Cerrone vs. Till     | 21 октября 2017  | 3     | 5:00  | Гданьск, Польша        |                           |
| Победа    | 8-1    | Руслан Калинюк   | TKO (удары руками)   | Superior FC 17                        | 20 мая 2017      | 3     | 1:44  | Дюрен, Германия        |                           |
| Победа    | 7-1    | Патрик Бериша    | TKO (удары руками)   | We Love MMA 24                        | 15 октября 2016  | 2     | 0:18  | Гамбург, Германия      |                           |
| Победа    | 6-1    | Лампрос Пистикос | TKO (удары руками)   | Ravage Series 2                       | 20 февраля 2016  | 1     | 3:36  | Гамбург, Германия      | Вернулся в лёгкий вес.    |
| Победа    | 5-1    | Фабрис Киндомб   | KO (удар рукой)      | We Love MMA 16                        | 10 октября 2015  | 1     | 0:53  | Гамбург, Германия      |                           |
| Победа    | 4-1    | Патрик Швельнус  | TKO (удары руками)   | We Love MMA 13                        | 14 марта 2015    | 1     | 2:57  | Ганновер, Германия     |                           |
| Победа    | 3-1    | Тольга Озгун     | TKO (удары руками)   | We Love MMA 9                         | 27 сентября 2014 | 1     | 2:20  | Гамбург, Германия      | Дебют в полусреднем весе. |
| Победа    | 2-1    | Иржи Флайшар     | TKO (удары руками)   | Anatolia Fighting Championship        | 23 февраля 2014  | 1     | 0:38  | Гамбург, Германия      |                           |
| Победа    | 1-1    | Илес Ганиев      | TKO (удары руками)   | SFC 13                                | 1 июня 2013      | 1     | 0:00  | Гамбург, Германия      |                           |
| Поражение | 0-1    | Адриан Руф       | Сдача (треугольник)  | We Love MMA 4                         | 15 декабря 2012  | 1     | 3:30  | Берлин, Германия       | Дебют в лёгком весе.      |